# Hugh William Roberts Hamilton
Hugh William Roberts Hamilton, britanski general, * 1892, † 1959.